# 柳叶马先蒿
柳叶马先蒿（学名：Pedicularis salicifolia）是列当科马先蒿属的植物，为中国的特有植物。分布于中国大陆的云南等地，生长于海拔900米至3,500米的地区，常生长在空旷多石的草滩中，目前尚未由人工引种栽培。